# Remake de jeu vidéo
Nouvelle version de jeu vidéo
 (mai 2014).
Si vous disposez d'ouvrages ou d'articles de référence ou si vous connaissez des sites web de qualité traitant du thème abordé ici, merci de compléter l'article en donnant les références utiles à sa vérifiabilité et en les liant à la section « Notes et références ».
Pour les articles homonymes, voir Remake (homonymie).
Un remake de jeu vidéo, également appelé une nouvelle version, une reprise, ou familièrement une resucée, est un jeu vidéo adapté d'un jeu plus ancien et destiné à un matériel plus récent et à un public contemporain. En général, le remake reprend le même titre, le même gameplay et le même narratif que le jeu originel.

## Description
Un remake réutilise généralement très peu du code ou de données du titre d'origine, se distinguant ainsi du portage avancé, du remake partiel ou bien de la remastérisation.
Les remakes de jeux vidéo sont souvent conçus par le développeur d'origine ou le titulaire du droit d'auteur, parfois par la communauté de fans. Si le remake est créé par cette communauté, il prend parfois le nom de fangame et peut être considéré comme relevant du phénomène de retrogaming.

## Demake
Un demake d'un jeu vidéo est une version récente ou moderne créée selon les contraintes d'un matériel plus ancien ou en simulant celles-ci. Autrement dit, c'est l'inverse d'un remake, ou un remake « rétro », inversé,,.

## Liste non exhaustive deremakes
- Adventures of Mana
- Akumajō Dracula
- Alfred Chicken
- Alfred's Adventure
- AM2R
- Astonishia Story
- Baldur's Gate: Enhanced Edition
- Battlezone
- The Binding of Isaac: Rebirth
- Bubble Bobble: Old and New
- Castle of Illusion
- Castlevania: The Adventure ReBirth
- Castlevania: Vampire's Kiss
- Crash Bandicoot: N. Sane Trilogy
- Crash Team Racing: Nitro-Fueled
- Dangerous Dave in the Deserted Pirate's Hideout
- Destroy All Humans!
- Dokapon Kingdom
- Dragon Quest Monsters: Terry's Wonderland 3D
- Earthworm Jim HD
- Final Fantasy VII Remake
- Final Fantasy XIV: A Realm Reborn
- Fire Emblem Echoes: Shadows of Valentia
- Fire Emblem: Shadow Dragon
- Fire Emblem: New Mystery of the Emblem
- Front Mission 1st
- GoldenEye 007
- Halo: Combat Evolved Anniversary
- Kingdom Hearts HD 2.5 Remix
- Kingdom Hearts HD 2.8 Final Chapter Prologue
- Kingdom Hearts Re: Chain of Memories
- The Legend of Zelda: Link's Awakening
- Lufia: Curse of the Sinistrals
- Metal Gear Solid: The Twin Snakes
- Metroid: Samus Returns
- Metroid: Zero Mission
- Montezuma's Return!
- New Zealand Story Revolution
- Oddworld: New 'n' Tasty!
- Panzer Dragoon: Remake
- Persona 2: Innocent Sin
- Persona 2: Eternal Punishment
- Pokémon Donjon Mystère : Équipe de secours DX
- Pokémon Or HeartGold et Argent SoulSilver
- Pokémon Rouge Feu et Vert Feuille
- Pokémon Rubis Oméga et Saphir Alpha
- Radiant Historia: Perfect Chronology
- Ratchet and Clank[7]
- Resident Evil
- Resident Evil 2
- Resident Evil 3
- Robin Hood: Defender of the Crown
- The Settlers II: 10th Anniversary
- Shadow of the Colossus
- Silent Hill: Shattered Memories
- Spyro Reignited Trilogy
- Star Fox 64 3D
- Star Ocean: First Departure
- Super Castlevania IV
- Super Mario 64 DS
- Sword of Mana
- Tales of Phantasia: Narikiri Dungeon X
- Tecmo Bowl: Kickoff
- The Last of Us Part I
- Tomb Raider: Anniversary
- Tony Hawk's Pro Skater 1 + 2
- Tony Hawk's Pro Skater HD
- Trauma Center: Second Opinion
- Les Tuniques bleues : Nord vs Sud
- Wonder Boy: The Dragon's Trap
- XCOM: Enemy Unknown
- Xenosaga I + II
- Ys: The Oath in Felghana